# بستان أسود (رواية)
بستان أسود هو عنوان رواية للكاتبة اللبنانية هاديا سعيد صدرت سنة 1996 عن المؤسسة العربية للدراسات والنشر في بيروت.
هاديا سعيد تفتح كتاب المرأة ومشاعرها، تشرعه، تقرأ ما فيه، تترجمه في البستان الأسود وتكشف من خلاله عن معاناة هامة في هذا التغيير الذي يحصل عند من يحب والذي لا تتجرأ المرأة غالباً عن مواجهته، وهاديا سعيد في سردها الممتع القريب إلى النفس، لا تتهيب في مسّ المحظورات المعتادة في تناول علاقة الرجل بالمرأة، وهي وببراعة تعبر عن ارتعاشات الحب المتناقضة أو المتناغمة، وعن تقلبات مزاج هذا الغرام، وذلك من خلال لغة تناوبت بين الفصحة والعامية وهي ببراعة عبرت من خلال ثرائها المجازي عن ما وراء الكلمات.

## جوائز
عام 1996 منحت الكاتبة اللبنانية هاديا سعيد جائزة أفضل عمل روائي تكتبه امرأة من العالم العربي، الجائزة التي تقدمها «مجلة الكاتبة» عن روايتها «بستان أسود». شاركت في المسابقة 17 رواية من ثماني دول عربية، حيث قامت لجنة خاصة من المجلة باإجراء التصفية الأولى، وعرضت الروايات المتبقية على الناقدين يمنى العيد وصبحي الحديدي والروائي إدوارد الخراط، حيث قرروا بالإجماع اختيار الرواية الفائزة.